# Camp des Garrigues
Le camp des Garrigues est un camp militaire français situé à Nîmes dans le Gard.
D'une superficie de 4 782 ha, ce camp a longtemps eu une vocation d'«école» et permettait l'entraînement tactique des différents stages de l'école d'application de l'infanterie de Montpellier, tirs et manœuvres, ainsi que, dans les années 1960, de l’École de Spécialisation de l’Artillerie Antiaérienne (ESAA), devenue École d’Application de l’Artillerie Sol-Air (EAASA) en 1971 jusqu'en 1983.
Camp du 3e régiment d'infanterie (3e RI) de 1978 à 1999, il est désormais géré par le 2e régiment étranger d'infanterie (2e REI) et accueille également le 1er groupement d'instruction de la brigade de maintenance (1er GI BMAINT).

## Présentation, historique
Les premiers bâtiments en dur, qui se dénommaient caserne du rendez-vous, furent construits en 1878.
Le projet de construction fut dessiné par un capitaine du Génie le 7 novembre 1877.
Approuvé à Versailles le 21 janvier 1878.
Par le 15e corps d'armée.

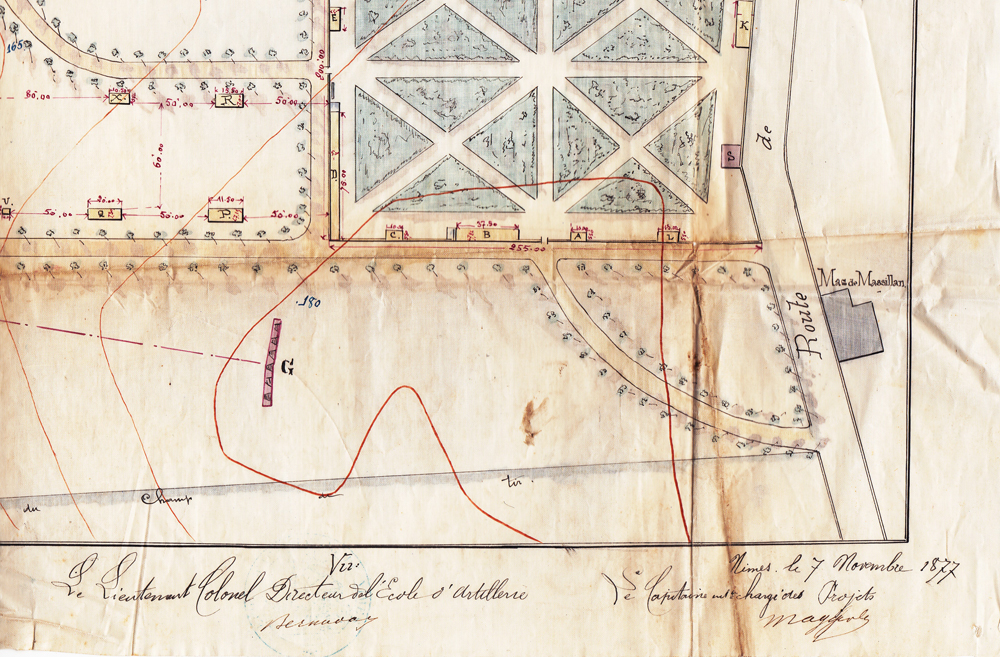
Une partie extraite de la copie et signatures.

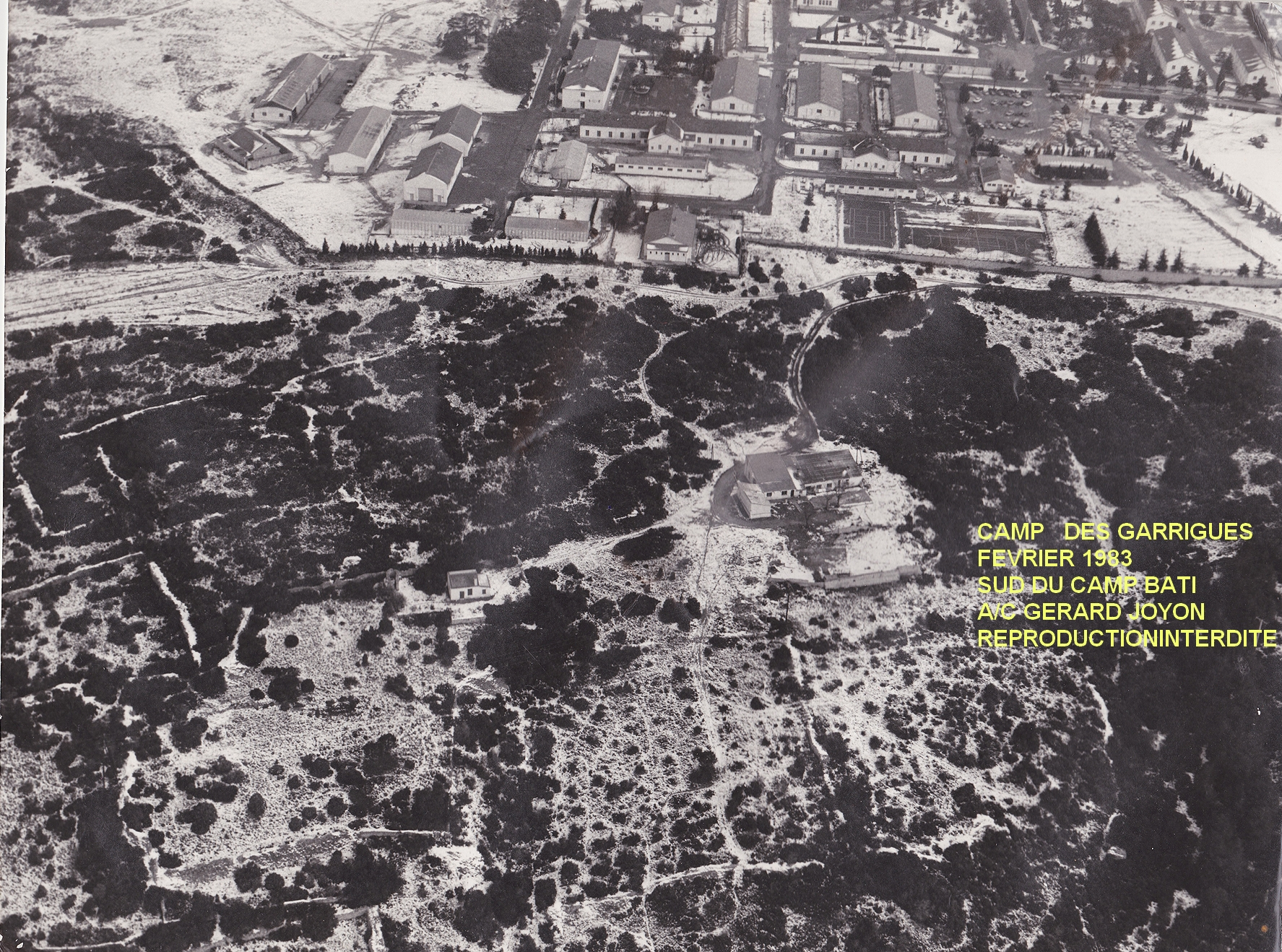
Aérien.

À l'origine, en 1879, le camp bâti ou caserne du rendez-vous comportait dix-huit bâtiments (la caserne elle-même).
Et 1 500 hectares, pour effectuer des tirs courbes (15e brigade d'artillerie).
Actuellement, il ne reste que sept constructions datant de l'époque, sur l'ensemble du bâti présent.
Pour ce qui est de l'immeuble lui-même, dans le sens domanial du terme, il est constitué :
- de terrains en toute propriété à l'État, sur Nîmes, Dions, Sainte-Anastasie et Poulx.
- de terrains en location sur Poulx et Sainte-Anastasie.
- de terrains en usufruit indéfini depuis 1875/77 (1 814 hectares) sur Nîmes (sud-ouest du camp).

### Régime de Vichy et occupation
Durant la Seconde Guerre mondiale, le camp est utilisé par l'armée de Vichy comme centre de rassemblement des étrangers. Camp des Garrigues est, en 1939, 16e CTE (Compagnie de Travailleurs Etrangers) puis en 1940 803e GTE (Groupement de Travailleurs Etrangers). 200 personnes y sont détenues, en janvier 1940, arrivées du camp de concentration des Milles, à Aix-en-Provence, dont le docteur Oswald Freundlich, arrêté parce qu'Allemand. Le camp des Garrigues aurait, durant cette période, par ailleurs abrité des caches d'armes gérées secrètement par l'armée de Vichy jusqu'à l'arrivée des armées allemande et italienne.
Selon d'autres sources, le camp Saint Nicolas, situé sur le terrain du Camp des Garrigues, a été le lieu d'internement de deux mille personnes en 1940, dont Max Ernst et Lion Feuchtwanger. Ce dernier livre un témoignage de son arrivée et de sa vie dans le camp dans son ouvrage autobiographique Le diable en France.

### Géographie et limites
Le mas de Cabanes est restauré par le service du Génie en 1982 (cuisines, chambres, douches évacuation eaux vannes, eaux usées, (station de relevage) adduction eau potable.
Raccordement sur le réseau de Poulx.
Cette propriété avait été achetée en 1945 à la famille de Larminat.
En 1976, l'Armée fait l'acquisition du mas de Fonfroide (vendu par M. Paindavoine), faisant limite avec Poulx, soit 56 hectares et trois corps de bâtiments).  Le mas   habitation  est détruit dans les années 1990.
Voir photo ci-contre à droite vue aérienne Gérard JOYON monochrome.

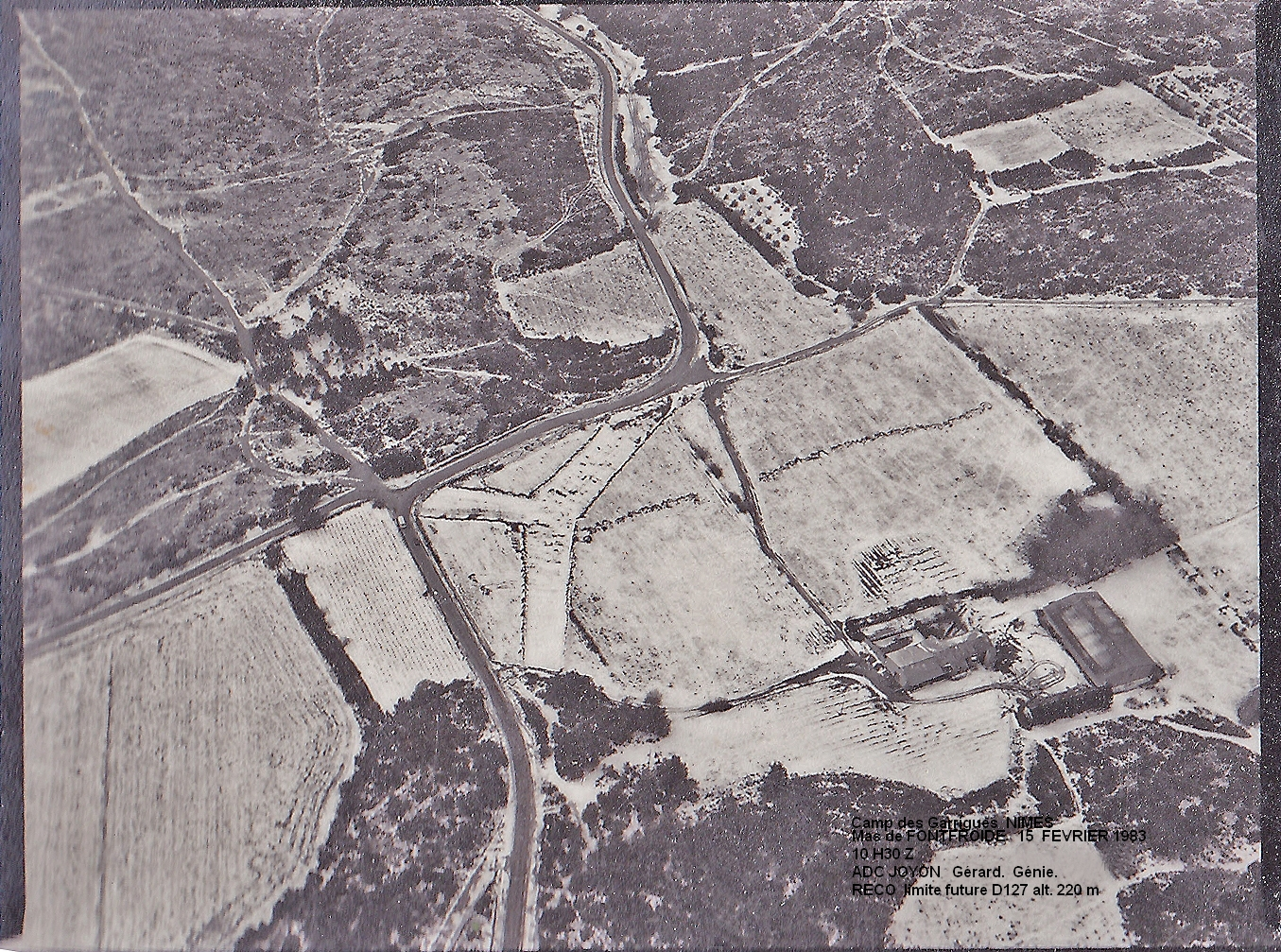
Vue du mas de Fontfroide.

Six ruines d'anciens mas, acquis au début du XXe siècle, dressent encore quelques vieilles pierres.
Mailhan Seynes, Théron, L'Oume, Cascaret Mange-loup.

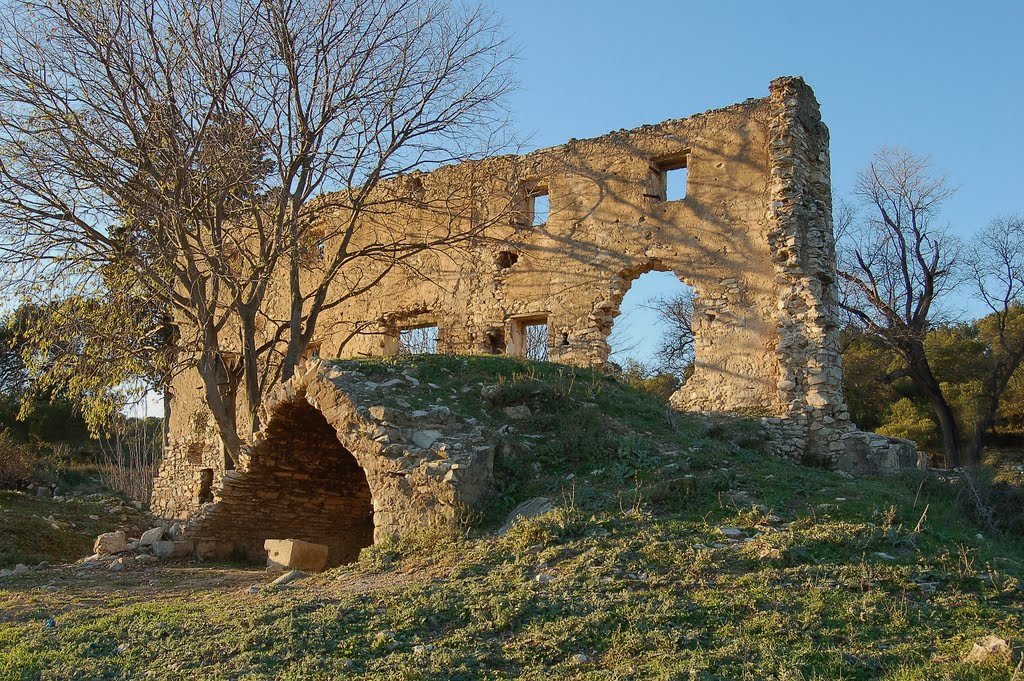
Ces ruines étaient encore présentes il y a quelques années. Les restes d'un mas datant du XVIIe siècle.' ferme en Languedoc) La voûte est le reste de la bergerie. Cette bergerie a servi en juin 1976 pour le tournage du film "le Jour de Gloire."

Le mas Saint-Nicolas fut acquis au début des années 1950. Ancien relais de diligence XVIIe/XVIIIe siècle, la route d'Uzes Nîmes en effet passait au-dessus et à l'Ouest de l'actuelle (Le Pavillon).
Le mas est sur la limite Sainte-Anastasie Nîmes.
Trois routes importantes longent ou traversent le camp : la route d'Alès, la route Nîmes Uzès et la départementale 127 reliant Nîmes et Poulx.
La limite nord du Camp des Garrigues est constituée en grande partie par le Gardon. Voir photo Limite nord-est du camp "accord auteur Joyon". Les gorges du Gardon.
Cette limite surplombant ou longeant la rivière fut classée en 1982 et des zones de protection de biotopes réalisées dans le début des années 1990. À l'initiative de l'adjudant-chef Gérard Joyon, des travaux  de préservation du patrimoine et de protection incendie furent réalisés entre 1976 à 1986. Ébauche des premiers coupe-feu, mise en place de réserves incendie. Fermeture du camp non bâti. Réalisation d'une zone protégée de 57 hectares (plan Joyon 79) pour les capitelles (petites huttes de pierres), dans la zone des Antiquailles. En 1982, il préconise un traitement biologique de tous les résineux du camp attaqués par la chenille processionnaire.
Les limites sud et nord furent, par ce  même sous-officier, totalement matérialisées (coupe-feux) de 1978 jusqu'en 1985. En 1985/1986, une piste incendie fut créée au nord-ouest du camp vers le Mas de Théron. Au sud-est du camp de la D 127, à la route d'Uzès. (Dépôt de munitions.)
De la route d'Uzès à celle d'Alès vers l'ouest, également. Travaux, tracés effectués à cette époque sous la conduite de ce sous-officier du Génie, par le 61e BMGL, le 6e REG.
Sur le nord du camp, (Poulx) en 1985 par une entreprise civile.
En effet, avant cette période le camp n'était pas (ou plus) délimité. Bois et broussailles ne permettaient pas de connaître les parcelles cadastrales, les limites avec les riverains.
Extrait historique dossier   (Vincennes)
"Le travail de recherches et d'enquêtes domaniales (8 années),  fut effectué par le Génie,Gérard Joyon, ce qui lui  permit de découvrir les premières acquisitions parcellaires de 1877 représentées par des cairns (bornes constituées de pierres sèches empilées).
Le camp est géré de nombreuses années par le 3e Régiment d'infanterie, alors rapatrié d'Allemagne, de 1978 jusqu'à sa dissolution en 1999.
En 1999, ce dernier est dissous et le Détachement EAI du camp des Garrigues est créé.
En 2010, à la suite du transfert de l'EAI à Draguignan, le camp devient partie intégrante de l’Espace Collectif d’Instruction (ECI 22) Languedoc Roussillon et rattaché au 2e Régiment Etranger d’Infanterie. En même temps, la Base de Défense (BDD) est créée.
Une carte précise au 1 / 10 000e fut établie en 1985. A/C Joyon Génie, et remise au service géographique des armées.
Dans le camp bâti (caserne de rendez-vous), un édifice en pierre, dénommé le (Belvédère ou kiosque en 1880), fut détruit lors de la construction d'un bâtiment de simulation de tir pour chars en 1983. Un magnifique cèdre, trônant à côté de cet observatoire, subit le même sort.
Pourtant, à cette époque, le service du génie,(rapport  Joyon)  avait demandé, en vain, que l'on repousse de quelques mètres le bâtiment d'instruction tir. Le Belvédère, ci-dessus cité, permettait aux observateurs de surveiller les tirs années (1880/1930), d'en apprécier les résultats.
En effet, à la fin du XIXe siècle, des tirs courbes étaient effectués, d'est en ouest, sur une distance de 8 km et sur une largeur de 1,5 km, à partir de Roquecourbe  Serre grand terme (départementale 127 actuelle) jusque derrière, et à l'ouest d'une colline dénommée "Pic de guerre".
Dates repères :

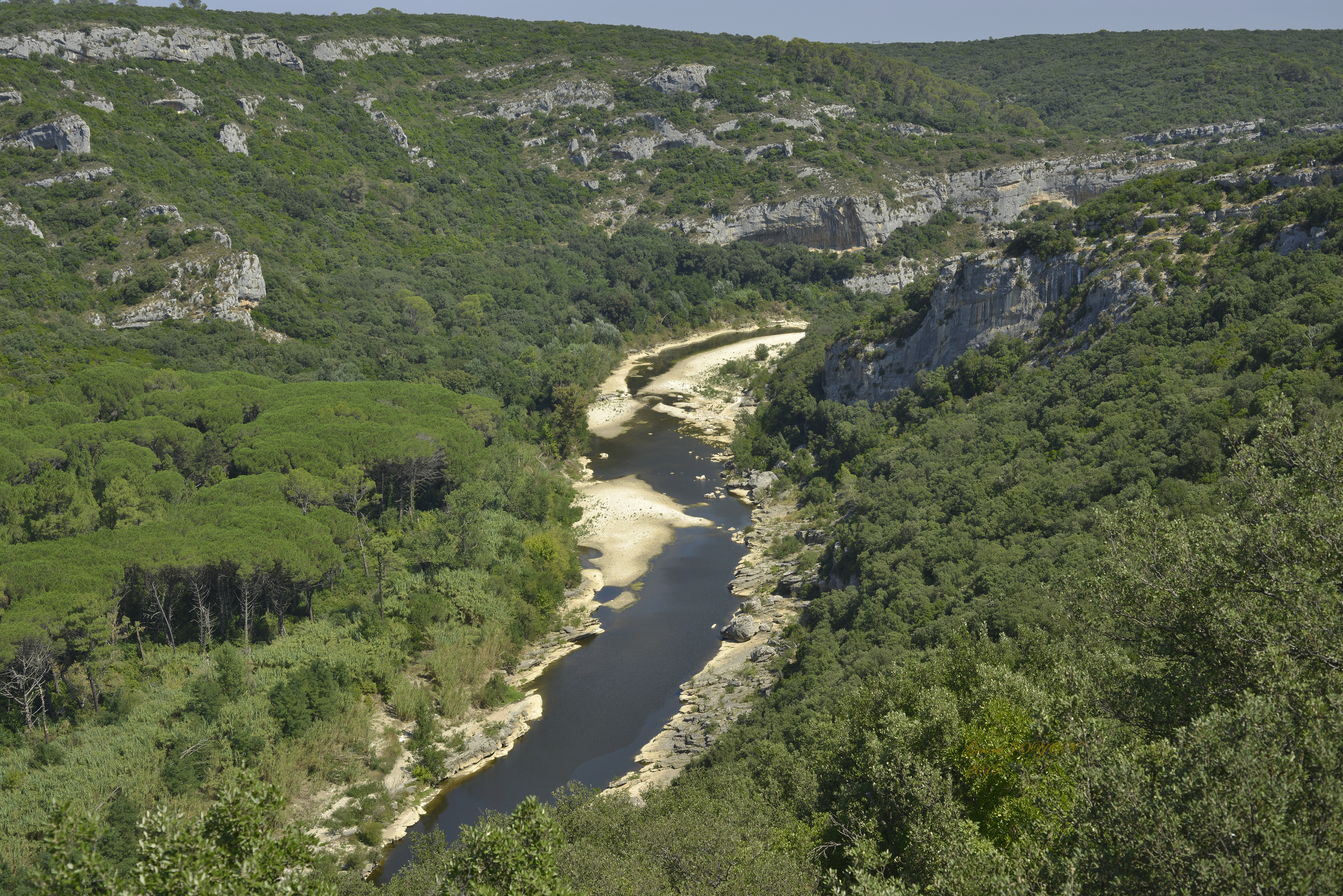
Les gorges du Gardon.

- En 1875,/76 /77 la ville de Nîmes met à la disposition de l'armée 1 814 hectares.
- De 1880 à 1942, le Ministère de la Guerre achète 2 700 hectares sur 3 communes.

Le reste étant de la location comme défini par le 2e paragraphe de la présentation.
- En 1963, la commune de Nîmes met à la disposition du Camp des Garrigues, 223 hectares à l'ouest de la route d'Alès, au lieu-dit Le Clos Gaillard.

Cette zone plus particulièrement réservée aux élèves de la BA de Courbessac, peu utilisée, difficile à contrôler (séparée du camp par la route d'Alès), la convention prend fin en 1992.
- En 1945 Acquisition de mas De Cabanes.
- En 1948 Acquisition du Mas Saint Nicolas
- En 1976 Acquisition de Fontfroide .
- En 1978 réalisation des premiers coupe-feu.

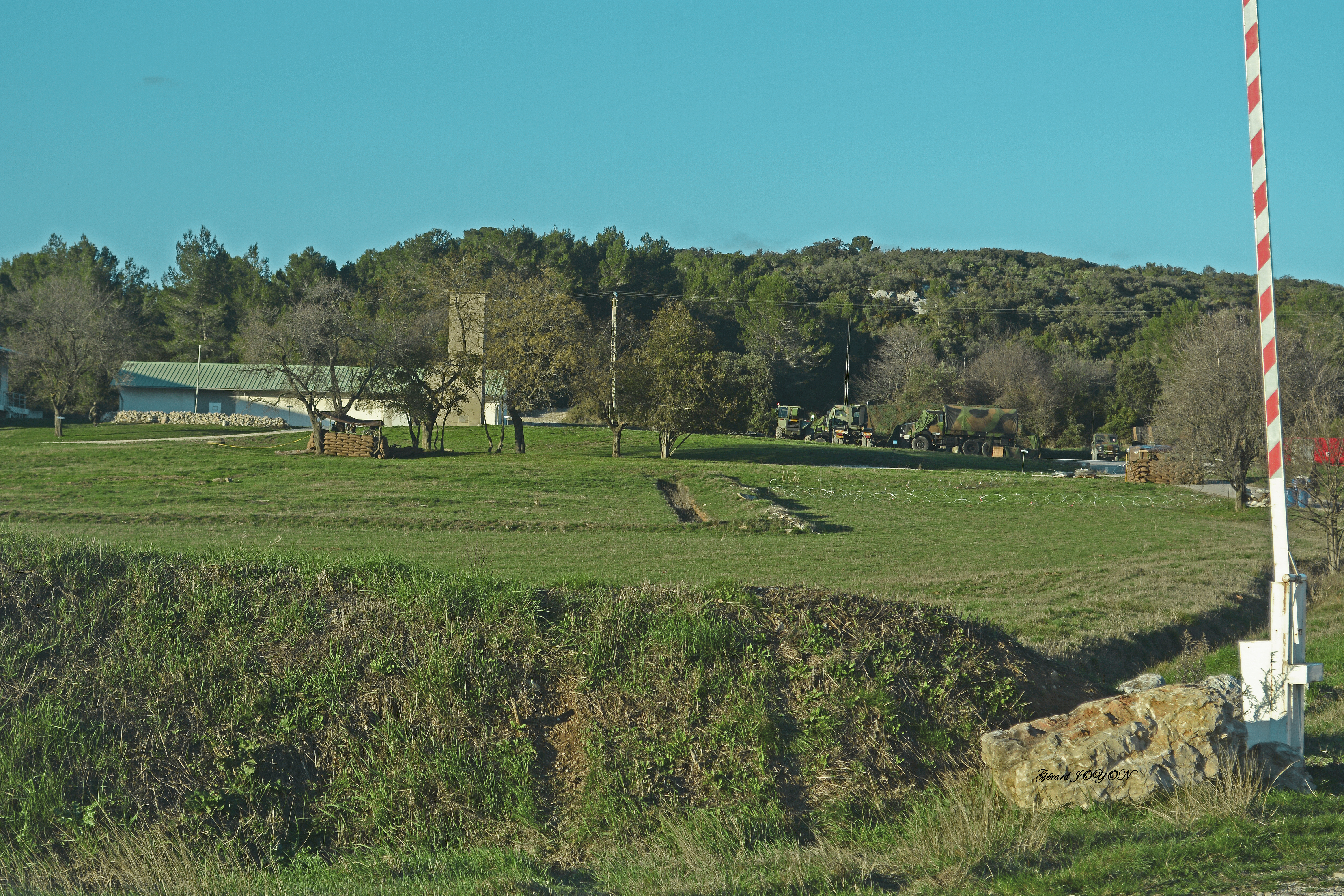
CAMP DES GARRIGUES Fontfroide zone de Bivouac à 500 mètres de POULX

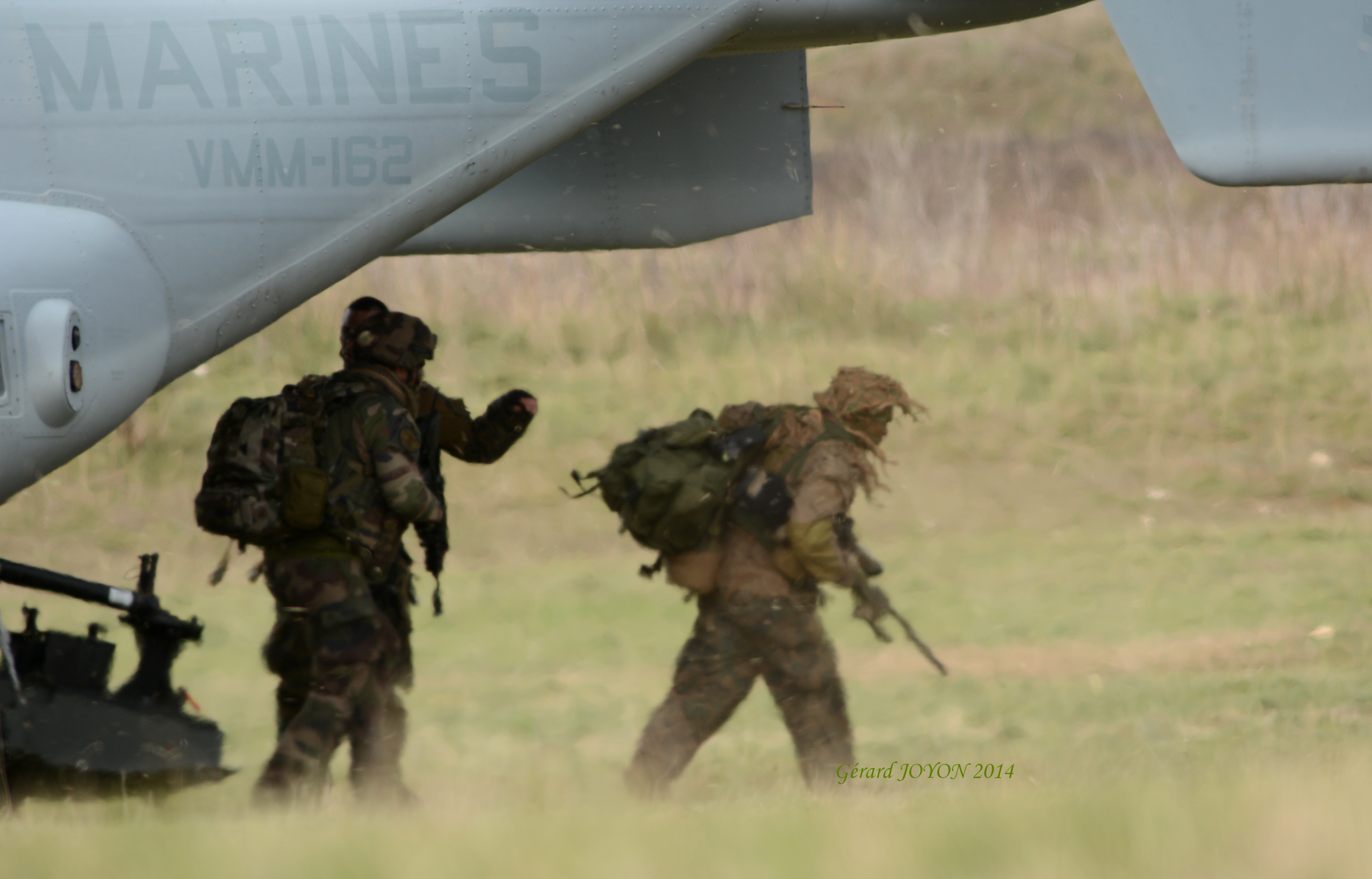
Marines et Marsouins lors d'un entraînement février 2014. Zone FONTFROIDE.

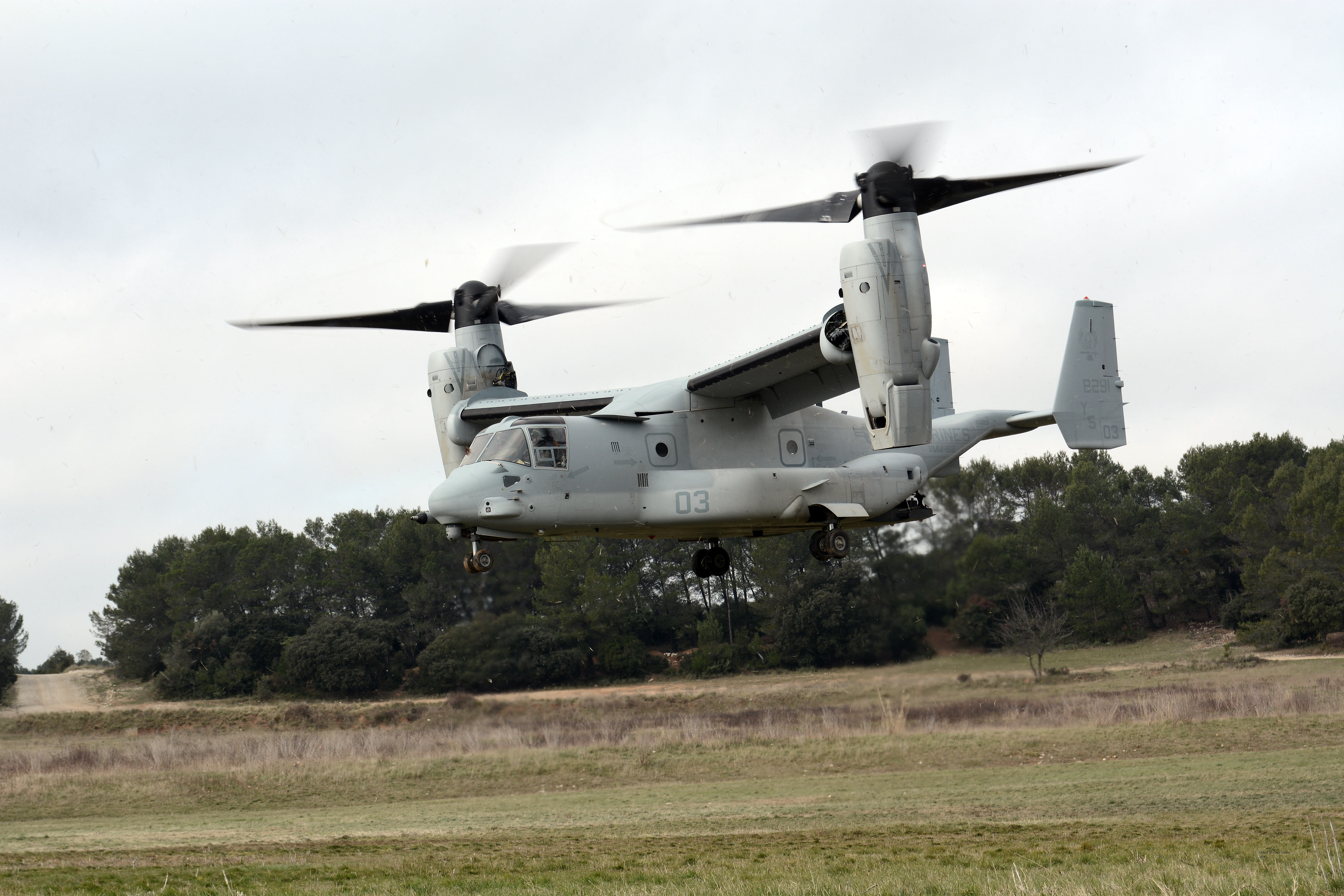
Hélicoptère V22 OSPREY 2014 Camp des Garrigues.

## Sources
Archives VINCENNES
Camp des Garrigues domaine protection patrimoine:
D'après Adjudant-Chef Gérard JOYON, service du Génie, Historique camp des Garrigues, 1985.
Mise en place 15e brigade.
Gérard Joyon, L'Appel de la garrigue, Nîmes, Impr. Arts graphiques modernes, 1990, 127 p. (ISBN 978-2-950-42140-1, OCLC 743027033).
Du même auteur, Eouze de Poulx 2002 . Histoire du Mas de Cabanes.